# Braç Militar de Catalunya
L'Excel·lentíssim i Fidelíssim Braç Militar del Principat de Catalunya era aquell organisme polític del Principat de Catalunya que representava l'estament nobiliari català a les Corts o Parlaments de Catalunya durant les edats medieval i moderna. Aquest braç tenia el poder sobre més d'un terç de les terres i de les persones del país. Paral·lelament, el Braç Militar també era una entitat corporativa a banda de les Corts, de la qual eren membres també les persones de l'estament nobiliari, i que es reunia regularment. Actualment és el Reial Cos de la Noblesa de Catalunya.

## Funcionament

### Funcionament a les Corts
Quan se celebrava una Cort aquesta sempre tenia lloc en una sala prou espaiosa en la qual els presents s'emplaçaven formant una espècie de quadrat: el rei presidia la Cort des d'una tarima sobre la qual hi havia instal·lat un tron reial; el braç eclesiàstic ocupava el costat preferent a la mà dreta del sobirà; el braç militar ocupava el costat esquerre; i el braç reial se situava al costat de davant. Durant les sessions els membres seien i votaven seguint un ordre de jerarquia que posava al centre el president de braç, el duc de Cardona, i començant per la dreta el següent de més prestigi, el tercer a l'esquerra, i així successivament de manera interpolada.
Després de la inauguració, cada braç es reunia en una sala de l'edifici per tal de constituir-se. Allí la primera decisió era escollir l'escrivà que faria de secretari del braç i que era proposat pel president, en aquest cas el duc de Cardona. Aquest secretari es feia càrrec dels processos familiars (entesos com a propis del braç) que fins aquell moment havien estat custodiats al palau de la Diputació del General. També dels funcionaris d'aquesta rebien la maça de plata d'aquell braç, que hauria de portar en les ocasions protocol·làries el segon funcionari elegit que era el porter del braç. En aquella sala tenien lloc les discussions internes i confidencials.
Una de les qüestions sostingudes de forma reiterada pel braç militar fou el tema del dissentiment. Van defensar diverses vegades que aquesta denúncia podia ser feta per un sol membre d'un dels braços, i no el braç sencer (sovint es proclamaven sobre abusos de l'acció dels oficials reials o del mateix sobirà, o sobre alguna irregularitat en els procediments de les Corts). La importància del dissentiment era que impedia la continuïtat de les sessions, que s'havien de parar fins a una resolució pactada. Sovint es feren servir com a mesura obstruccionista, però foren una garantia de la legalitat molt important.

### L'entitat fora de les Corts
A banda dels moments en què es constituïa expressament amb motiu de la convocatòria d'unes Corts, el braç militar de fet era una institució permanent i no necessitava cap permís reial per celebrar reunions ordinàries internes. La corporativització del braç es va organitzar formalment el 1602 amb l'aprovació d'unes ordinacions internes, les quals establiren l'elecció regular d'un líder que representés tot l'estament nobiliari: el Protector del braç militar. Amb el temps el nombre de nobles que hi participaven va anar augmentant: des del centenar del segle xiv fins als gairebé tres-cents a inicis del xviii. Cal assenyalar que els ciutadans honrats, que no eren admesos a aquest braç a les Corts, en canvi sí que podien participar d'aquesta institució (així com de la Confraria de Sant Jordi). Les reunions d'aquesta entitat es feien a l'actual Palau de la Generalitat, concretament a la sala dita de "Contrafaccions" o de la "Visita", a part de les dependències de la Diputació del General.

## Membres
En el moment de plenitud del sistema constitucional català durant l'edat moderna es convocava les següents persones com a membres de ple dret del braç militar que assistien a les Corts:
- el Duc de Cardona, com a membre preeminent de la noblesa catalana
- els marquesos
- els comtes
- els vescomtes
- els barons
- els cavallers
- els donzells
- altres persones laiques que tenien vassalls, encara que no comptessin amb la condició de nobles.[nota 2]

La majoria d'edat per ser admès al braç militar quan es convocaven les Corts estava establerta als 20 anys. L'assistència a les Corts dels membres convocats era obligatòria pel deure de vassallatge, com també en els altres braços, però era permès fer-s'hi representar per un procurador tot excusant la presència en persona per motius de pes (aquests eren valorats tant pel rei com per les Corts). En el cas dels Parlaments l'assistència era opcional.
Però hi havia un seguit de persones que tot i tenir algun títol de noblesa no eren convocats com a membres d'aquest estament a la Cort general: Per exemple aquells cavallers que havien estat nomenats amb la condició explícita que no podien participar de les Corts del país (per exemple els cavallers de la reina Maria, o els que ordenava el comte d'Empúries). Tampoc hi podien participar els gaudints, és a dir aquells doctors en dret o medicina que gaudien de la condició noble a títol personal no hereditari. Tampoc en formaven part les ciutats que tenien en propietat alguna baronia, perquè que ja seien al braç reial, que els era propi.

## Història
La història del braç militar com a institució està lligada a la de l'estament nobiliari com a classe social. A l'edat medieval dins de l'estament hi havia fins a tres categories segons la importància dels nobles: primer els magnati, després els nobili i finalment els milites. Les diferències i les tensions entre l'alta i la baixa noblesa ja eren prou importants el segle xiii perquè la segona ja demanés poder instituir un quart braç per separat, com de fet ja passava al veí regne d'Aragó. El tema fou discutit moltes vegades durant els dos-cents anys següents adquirint connotacions polítiques importants, fins que el 1389 Joan I els concedí el desitjat privilegi i constituïren el braç reial dels cavallers generosos i hòmens de paratge. L'experiència va durar molt poc, ja que el braç polític es va suprimir el 1409, però llurs membres se seguiren reunint com a institució a banda i usant llur segell, ja que segons el privilegi no necessitaven cap permís per poder fer-ho. El 1481 el rei Ferran II va confirmar aquesta pràctica però obrint-la a tots els membres del braç militar. Al segle xiv els nobles que assistien a les Corts acostumaven a ser uns 80 o 90.
Més d'un segle després, el 1602 aquesta corporació va establir unes ordinacions formals que la regien internament. Una de les novetats fou la creació d'un càrrec que la liderava: el protector del braç militar, que no requeia pas en el president del braç a les Corts, el duc de Cardona. El primer Protector del braç militar fou el senyor de Seró Onofre d'Alentorn.
A finals del segle xvii i principis del xviii els membres del Braç Militar tingueren una importància cabdal en els múltiples esdeveniments polítics de tensió amb la monarquia (sovint col·laborant amb el Consell de Cent i la Diputació del General en la institució dels Tres Comuns) que acabaren desembocant en la Guerra de Successió.
Després dels decrets de Nova Planta tot el sistema constitucional català va desaparèixer. Molt de temps després, el 1888, es va fundar el Reial Cos de la Noblesa de Catalunya, entitat que en certa manera va reunir un altre cop en una corporació específica els nobles del país, la qual perdura actualment.